# 968년

## 연호
- 북송(北宋) 건덕(乾德) 6년 / 개보(開寶) 원년
- 요(遼) 응력(應曆) 18년
- 일본(日本) 고호(康保) 5년 / 안나(安和) 원년
- 남한(南漢) 대보(大寶) 11년
- 북한(北漢) 천회(天會) 12년

## 기년
- 북송(北宋) 태조(太祖) 9년
- 요(遼) 목종(穆宗) 18년
- 고려(高麗) 광종(光宗) 19년
- 딘 왕조(丁朝) 선제(先帝) 원년

## 사망
- 5대 십국 북한의 왕 유균